# Futbolista del año en Finlandia
El premio al Futbolista Finlandés del año es un galardón otorgado al mejor jugador que haya nacido en Finlandia que juegue en cualquier liga del mundo. Este premio lo otorgan los periódicos deportivos finlandeses desde 1947.

## Palmarés

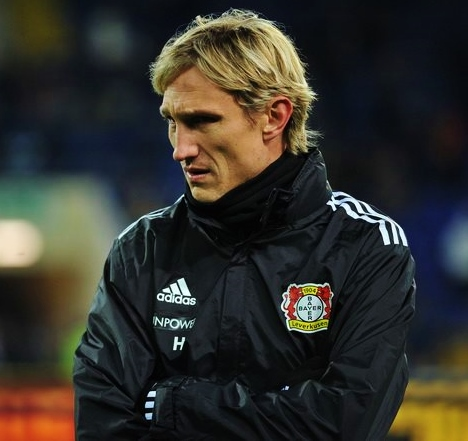
Sami Hyypiä, ex defensor del Liverpool, es el máximo ganador de este premio, con 9 galardones.

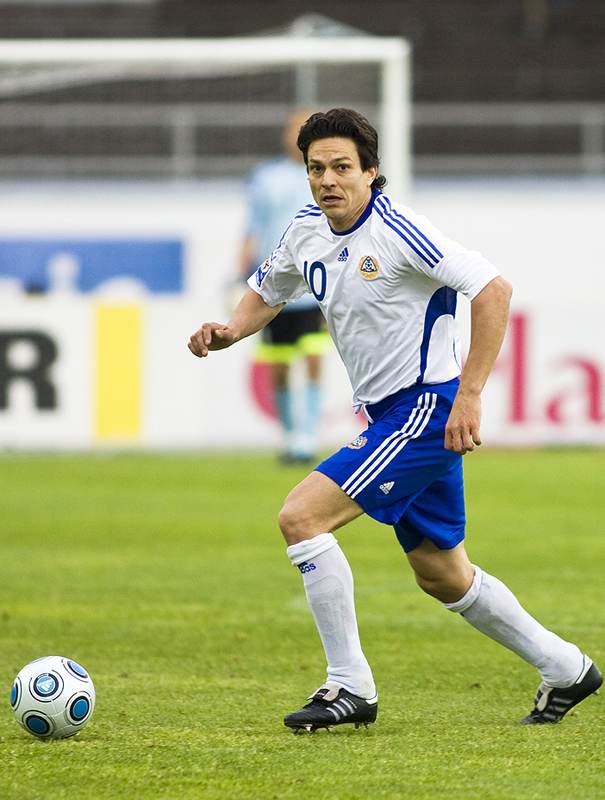
Jari Litmanen ganó el premio siete veces consecutivas, de 1992 a 1998.

| Año  | Futbolista             |
| ---- | ---------------------- |
| 1947 | Leo Turunen            |
| 1948 | Thure Sarnola          |
| 1949 | Aulis Rytkönen         |
| 1950 | Aulis Rytkönen         |
| 1951 | Kalevi Lehtovirta      |
| 1952 | Aulis Rytkönen         |
| 1953 | Mauno Rintanen         |
| 1954 | Matti Hiltunen         |
| 1955 | Matti Jokinen          |
| 1956 | Lauri Lehtinen         |
| 1957 | Alpo Lintamo           |
| 1958 | Kai Pahlman            |
| 1959 | Unto Nevalainen        |
| 1960 | Juhani Peltonen        |
| 1961 | Olli Heinonen          |
| 1962 | Juhani Peltonen        |
| 1963 | Olli Heinonen          |
| 1964 | Juhani Peltonen        |
| 1965 | Juhani Peltonen        |
| 1966 | Matti Mäkelä           |
| 1967 | Lars Nasman            |
| 1968 | Timo Nummelin          |
| 1969 | Seppo Kilponen         |
| 1970 | Timo Kautonen          |
| 1971 | Arto Tolsa             |
| 1972 | Miikka Toivola         |
| 1973 | Jouko Suomalainen      |
| 1974 | Arto Tolsa             |
| 1975 | Göran Enckelman        |
| 1976 | Aki Heiskanen          |
| 1977 | Arto Tolsa             |
| 1978 | Atik Ismail            |
| 1979 | Seppo Pyykkö           |
| 1980 | Aki Lahtinen           |
| 1981 | Juha Dahllund          |
| 1982 | Pasi Rautiainen        |
| 1983 | Kari Ukkonen           |
| 1984 | Olli Huttunen          |
| 1985 | Ismo Lius              |
| 1986 | Esa Pekonen            |
| 1987 | Ari Hjelm              |
| 1988 | Mika-Matti Paatelainen |
| 1989 | Ari Heikkinen          |
| 1990 | Jari Litmanen          |
| 1991 | Marko Myyry            |
| 1992 | Jari Litmanen          |
| 1993 | Jari Litmanen          |
| 1994 | Jari Litmanen          |
| 1995 | Jari Litmanen          |
| 1996 | Jari Litmanen          |
| 1997 | Jari Litmanen          |
| 1998 | Jari Litmanen          |
| 1999 | Sami Hyypiä            |
| 2000 | Sami Hyypiä            |
| 2001 | Sami Hyypiä            |
| 2002 | Sami Hyypiä            |
| 2003 | Sami Hyypiä            |
| 2004 | Antti Niemi            |
| 2005 | Sami Hyypiä            |
| 2006 | Sami Hyypiä            |
| 2007 | Jussi Jaaskelainen     |
| 2008 | Petri Pasanen          |
| 2009 | Sami Hyypiä            |
| 2010 | Sami Hyypiä            |
| 2011 | Roman Eremenko         |
| 2012 | Niklas Moisander       |
| 2013 | Niklas Moisander       |
| 2014 | Roman Eremenko         |
| 2015 | Roman Eremenko         |
| 2016 | Lukáš Hrádecký         |
| 2017 | Lukáš Hrádecký         |
| 2018 | Lukáš Hrádecký         |
| 2019 | Teemu Pukki            |
| 2020 | Lukáš Hrádecký         |
| 2021 | Lukáš Hrádecký         |
| 2022 | Natalia Kuikka         |
| 2023 | Lukáš Hrádecký         |

Máximos ganadores del trofeo
| #   | Nombre          | Trofeos |
| --- | --------------- | ------- |
| 1.° | Sami Hyypiä     | 9       |
| 2.° | Jari Litmanen   | 8       |
| 3.° | Lukáš Hrádecký  | 6       |
| 4.° | Juhani Peltonen | 4       |
| 5.° | Roman Eremenko  | 3       |
| -   | Aulis Rytkönen  | 3       |